# خسائر الاتحاد السوفيتي في الحرب العالمية الثانية

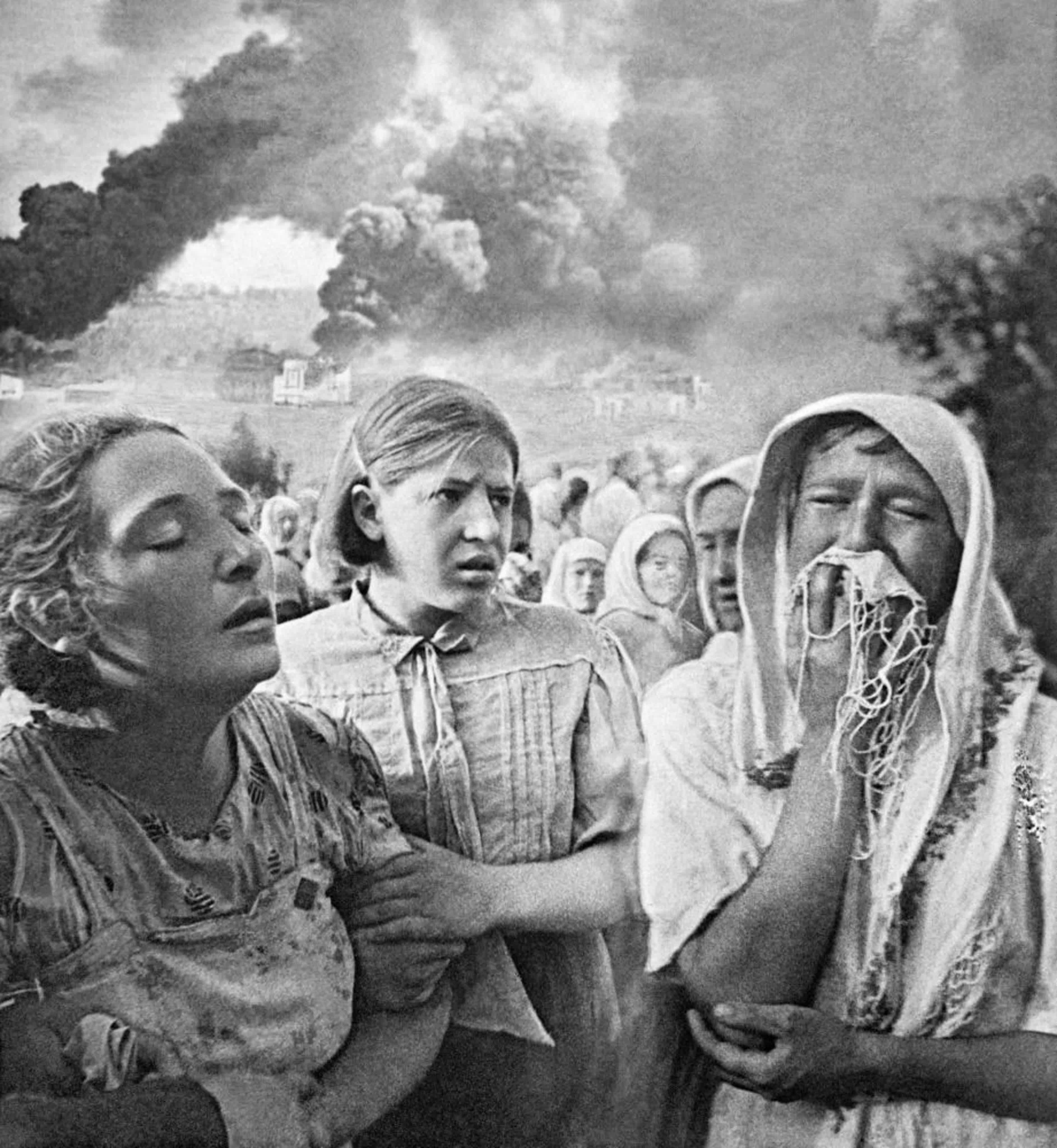
حالات هلع في مدينة كييف السوفيتية بتاريخ 23 يونيو 1941م.

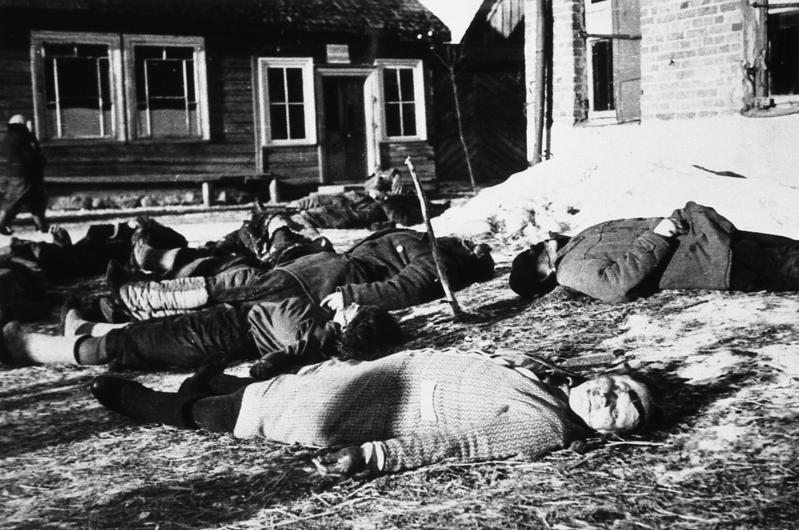
مذبحة جماعية ضد المدنيين السوفييت عام 1943م

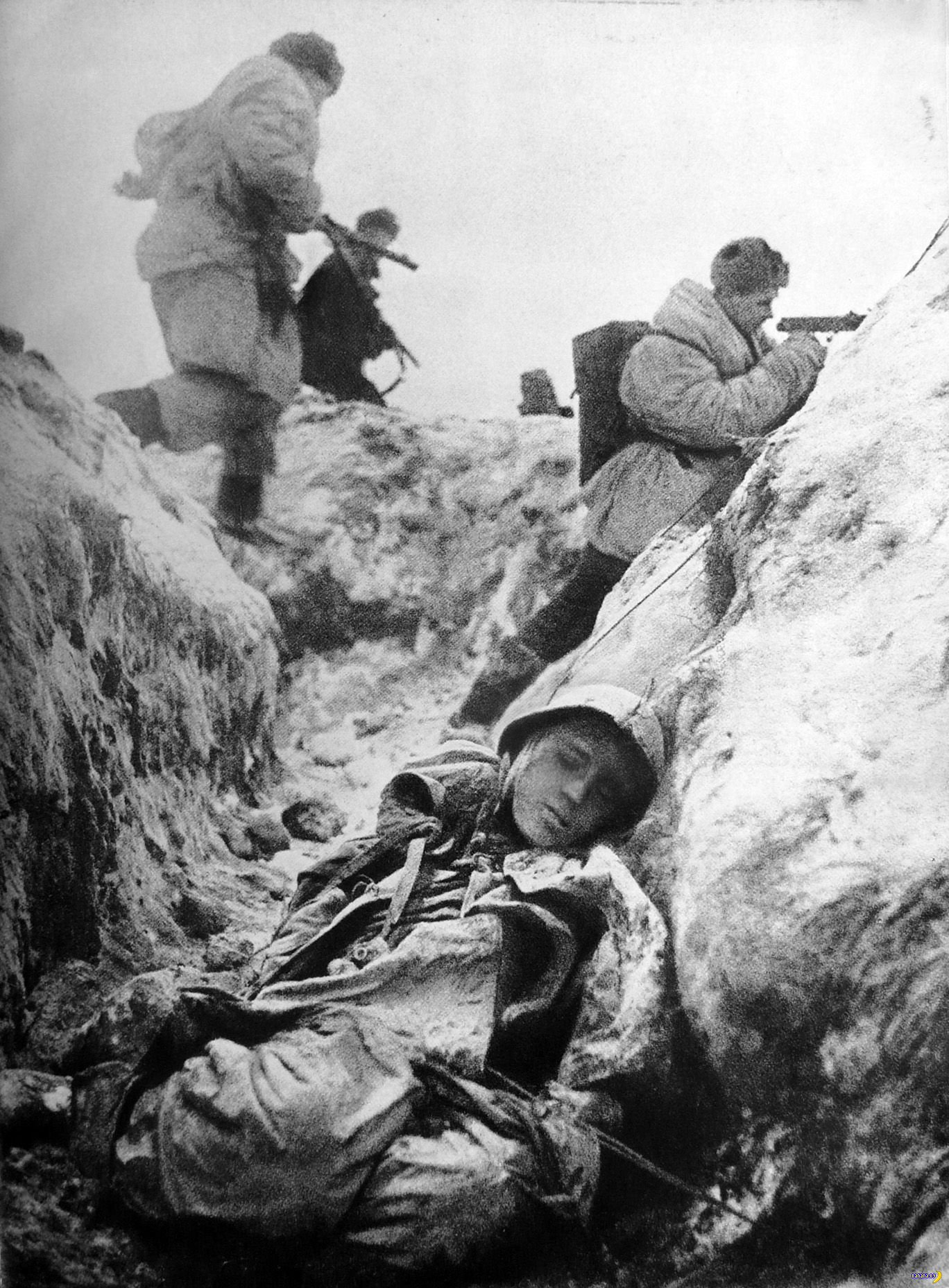
جندي سوفييتي قتيل في ستاليغراد عام 1943م

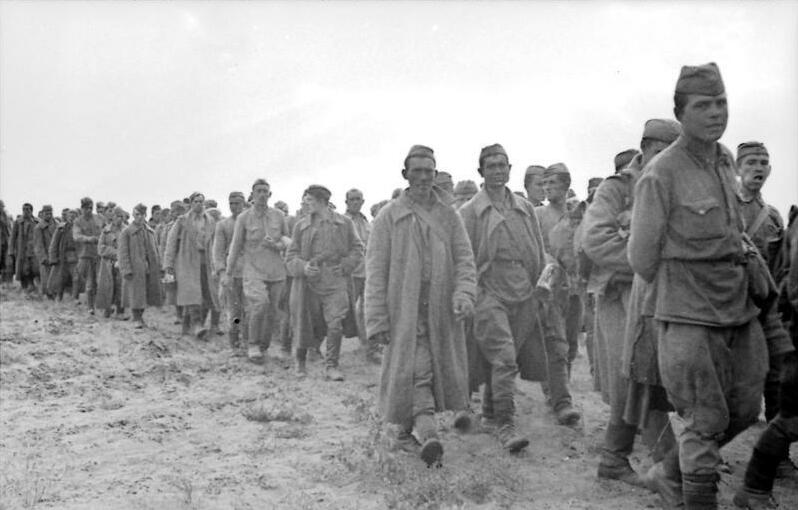
أسرى السوفييت في 12 يونيو عام 1942م

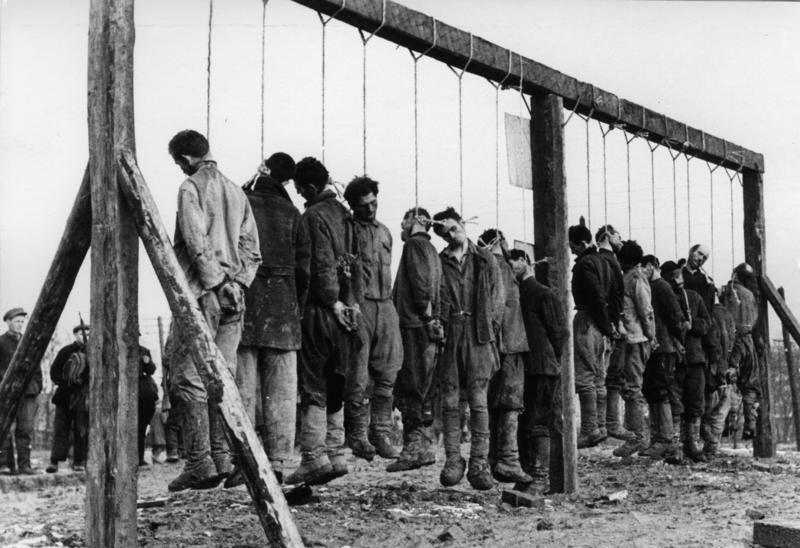
إعدام جماعي للسوفييت في يناير 1943

تُقدّر خسائر الاتحاد السوفيتي في الحرب العالمية الثانية بأكثر من 20,000,000 قتيل ما بين عسكري ومدني على الرغم من تباين الإحصائيات بصورة كبيرة، ومع ذلك يُقدّر التعداد الحالي لعدد الضحايا وفق الإحصاء الأخير من جانب الحكومة الروسية بقرابة 26.6 مليون قتيل ما بين مدني وعسكري منهم 8.7 مليون من العسكريين.

## التقدير الحالي من جانب الحكومة الروسية

### الخسائر العسكرية
في عام 1993 أصدرت وزارة الدفاع الروسية تقريرًا مفصّلًا من إعداد غريغوري كريفوشييف حول الخسائر العسكرية السوفيتية خلال الحرب العالمية الثانية واعتمد في ذلك على التقارير السوفيتية الواردة من أرض المعركة علاوة على بعض المستندات الأرشيفية الأخرى والتي ظلت سرّية طوال الحقبة السوفيتية، وجاء تقدير الخسائر كالآتي:
| الخسائر العسكرية السوفيتية في الحرب العالمية الثانية 1939-1945 | الخسائر العسكرية السوفيتية في الحرب العالمية الثانية 1939-1945 | الخسائر العسكرية السوفيتية في الحرب العالمية الثانية 1939-1945 |
| النزاع                                                         | قتلى ومفقودين                                                  | جرحى وأحياء                                                    |
| -------------------------------------------------------------- | -------------------------------------------------------------- | -------------------------------------------------------------- |
| معركة خالخين غول                                               | 9,703                                                          | 15,952                                                         |
| الغزو السوفيتي لبولندا                                         | 1,475                                                          | 2,383                                                          |
| حرب الشتاء                                                     | 126,875                                                        | 264,908                                                        |
| الحرب العالمية الثانية                                         | 8,668,400                                                      | 14,685,593                                                     |
| الإجمالي                                                       | 8,806,453                                                      | 14,968,836                                                     |

كما يُوضّح الجدول التالي الخسائر السوفيتية فيما بين عامي 1941 و1945:
| القتلى والمفقودين العسكريين (1941–45)           | القتلى والمفقودين العسكريين (1941–45) |
| ----------------------------------------------- | ------------------------------------- |
| ق.ف.م. أو من أثر الإصابة                        | 6,329,600                             |
| أسباب غير قتالية (مرض، حوادث، إلخ.)             | 555,500                               |
| إجمالي القتلى                                   | 6,885,100                             |
| ف.ف.م. وأسرى الحرب                              | 4,559,000                             |
| إجمالي خسائر العمليات العسكرية                  | 11,444,100                            |
| أقل تقدير للمفقودين الأحياء                     | 939,700                               |
| أقل تقدير لأسرى الحرب العائدين للاتحاد السوفيتي | 1,836,000                             |
| إجمالي الخسائر الغير معوّضة                      | 8,668,400                             |

من جانبها أشارت تقارير غريغوري كريفوشييف بأن العدد الإجمالي من العسكريين المفقودين خلال العمليات العسكرية طوال فترة الحرب قُدّر بنحو 4,559,000 مفقود (مُثبت منهم 3,396,400 خلال التقارير الواردة من أرض المعركة علاوة على 1,162,600 آخرين من تقدير كريفوشييف نفسه) أُعتبر 500,000 منهم في عداد القتلى بخلاف 939,700 آخرين أُعيد تجنيدهم داخل الاتحاد السوفيتي أثناء تحرير الأراضي السوفيتية خلال المراحل الأخيرة من الحرب، هذا بالإضافة إلى 1,103,300 أسير حرب ماتوا جميعهم في الأسر في مقابل 2,016,000 أسير بقوا على القيد الحياة حتى نهاية الحرب، عاد منهم 1,836,000 إلى الاتحاد السوفيتي بينما فضّل ما يقرب من 180,000 منهم الهجرة إلى دول أخرى.
من ناحية أخرى أشار بعض العلماء إلى ضرورة إضافة 500,000 قتيل آخرين لإجمالي الخسائر العسكرية السوفيتية وهو عدد المجنّدين الذي تمكنت القوات الألمانية من أسرهم قبل تسجيلهم كقوى فعلية في السجلات السوفيتية، علاوة على 1,000,000 مدني عاملتهم القوات الألمانية معاملة أسرى الحرب من العسكريين بخلاف 150,000 فرد من ميليشيات عسكرية سوفيتية غير نظامية و250,000 من البارتيزان السوفيت القتلى، هذه الأعداد جميعها أدخلتها المصادر الرسمية الروسية ضمن الخسائر المدنية.
من جانبهم قدّر المؤرخون الغربيون عدد القتلى في صفوف أسرى الحرب السوفيت بنحو 3,000,000 قتيل من إجمالي 5,700,000 أسير سقطوا في أيدي القوات الألمانية، وعلى الرغم من عدم صدور أية بيانات تفصيلية حول هذا العدد من القتلى إلا أنه من الأرجح أن يكون متضمنًا لأفراد الميليشات والبارتيزان وكذلك المدنيين في سن الخدمة العسكرية حيث قُدّر عدد القتلى من جانب الاتحاد السوفيتي من الرجال المتراوح عمرهم ما بين 18 و39 عامًا بنحو 12,000,000 قتيل.
خسائر كل الجمهوريات السوفيتية على حدة
| الجمهورية السوفيتية         | تعداد عام 1940 | القتلى العسكريين | القتلى المدنيين | الإجمالي   | نسبة القتلى من التعداد السكاني |
| --------------------------- | -------------- | ---------------- | --------------- | ---------- | ------------------------------ |
| أرمينيا                     | 1,320,000      | 150,000          | 30,000          | 180,000    | 13.6%                          |
| أذربيجان                    | 3,270,000      | 210,000          | 90,000          | 300,000    | 9.1%                           |
| بيلاروسيا                   | 9,050,000      | 620,000          | 1,670,000       | 2,290,000  | 25.3%                          |
| إستونيا                     | 1,050,000      | 30,000           | 50,000          | 80,000     | 7.6%                           |
| جورجيا                      | 3,610,000      | 190,000          | 110,000         | 300,000    | 8.3%                           |
| كازاخستان                   | 6,150,000      | 310,000          | 350,000         | 660,000    | 10.7%                          |
| قيرغيزستان                  | 1,530,000      | 70,000           | 50,000          | 120,000    | 7.8%                           |
| لاتفيا                      | 1,890,000      | 30,000           | 230,000         | 260,000    | 13.7%                          |
| ليتوانيا                    | 2,930,000      | 25,000           | 350,000         | 375,000    | 12.7%                          |
| مولدوفا                     | 2,470,000      | 50,000           | 120,000         | 170,000    | 6.9%                           |
| روسيا                       | 110,100,000    | 6,750,000        | 7,200,000       | 13,950,000 | 12.7%                          |
| طاجيكستان                   | 1,530,000      | 50,000           | 70,000          | 120,000    | 7.8%                           |
| تركمانستان                  | 1,300,000      | 70,000           | 30,000          | 100,000    | 7.7%                           |
| أوزبكستان                   | 6,550,000      | 330,000          | 220,000         | 550,000    | 8.4%                           |
| أوكرانيا                    | 41,340,000     | 1,650,000        | 5,200,000       | 6,850,000  | 16.3%                          |
| غير محدد                    | -              | 165,000          | 130,000         | 295,000    |                                |
| الإجمالي (الاتحاد السوفيتي) | 194,090,000    | 10,700,000       | 15,900,000      | 26,600,000 | 13.7%                          |

يُذكر أن الألاف من ضحايا الحرب السوفيت قد تم تسجيلهم بالفعل ضمن قاعدة بيانات OBD الإليكترونية التذكارية.
| القتلى السوفيت العسكريين بحسب القومية (1941–45) | القتلى السوفيت العسكريين بحسب القومية (1941–45) | القتلى السوفيت العسكريين بحسب القومية (1941–45) |
| القومية                                         | الإجمالي                                        | النسبة                                          |
| ----------------------------------------------- | ----------------------------------------------- | ----------------------------------------------- |
| روس                                             | 5,756,000                                       | 66.402%                                         |
| أوكرانيون                                       | 1,377,400                                       | 15.890%                                         |
| بيلاروس                                         | 252,900                                         | 2.917%                                          |
| تتار                                            | 187,700                                         | 2.165%                                          |
| يهود                                            | 142,500                                         | 1.644%                                          |
| كازاخ                                           | 125,500                                         | 1.448%                                          |
| أوزبك                                           | 117,900                                         | 1.360%                                          |
| أرمن                                            | 83,700                                          | 0.966%                                          |
| جورجيون                                         | 79,500                                          | 0.917%                                          |
| آخرون                                           | 545,300                                         | 6.291%                                          |

### الخسائر المدنية
قدّرت الأكاديمية الروسية للعلوم تعداد الضحايا في الأراضي الواقعة تحت سلطة الاحتلال الألماني بما يقرب من 13.7 مليون فرد، كما استخدمت السلطات الروسية مصطلحي «إبادة جماعية» و«مذابح مدبّرة» عند الإشارة لخسائر الاتحاد السوفيتي البشرية الناجمة عن أعمال العنف المباشرة أثناء الحرب، ويرجع السبب الرئيسي في الوصول لهذا العدد من الضحايا داخل صفوف المدنيين إلى عمليات القتل الانتقامية التي انتهجتها القوات الألمانية أثناء ملاحقتها للبرتيزان السوفيت، علاوة على ذلك، فالمصادر الروسية لا تفصل بين الضحايا المدنيين وضحايا الهولوكوست من اليهود الروس والذين قُدّر عدد القتلى في صفوفهم بنحو 1,000,000 قتيل خلال عام 1939 بحسب تقديرات وإحصائيات مارتين غيلبرت، مع إضافة قرابة 1,500,000 أخرين سقطوا في الأراضي المُنتزعة من قِبل الجانبين؛ السوفيتي والألماني، ليبلغ إجمالى عدد القتلى المدنيين من جانب اليهود داخل الأراضي السوفيتية إلى 2,500,000 قتيل، كما يشمل هذا العدد كل من سقط خلال حصار لينينغراد كذلك، خاصة مع دراسة المؤرخ ديفيد غلانتز للتقارير السوفيتية الصادرة أثناء حصار لينينغراد والتي أوجزت الخسائر المدنية في ”أكثر من 800,000“ في حين أورد مصدر روسي أخر صادر عام 2000 أن إجمالي الضحايا المدنية خلال حصار لينينغراد يُقدّر بحوالي 1,000,000 فرد في الوقت الذي رجّح فيه بعض المؤرخين الروس بتراوح عدد ضحايا الحصار بين 1,800,000 و2,000,000 فرد.
كما تذكر الأكاديمية الروسية للعلوم في تقاريرها سقوط 2,164,313 فرد سوفيتي ضحية العمالة الجبرية سواء في ألمانيا أو لصالحها، ومع إضافة هذا العدد لما سبق وأورده كريفوشييف في تقاريره عن الخسائر العسكرية السوفيتية بسقوط 1,103,300 قتيل في صفوف أسرى الحرب الروس في المعسكرات الألمانية، نصل بإجمالي يُقدّر بنحو 3,267,613 قتيل سوفيتي فارقوا الحياة في الأسر الألماني وهو عدد مقارب كثيرًا لما رجّحه المؤرخون الغربيون كإجمالي للضحايا السوفيت في المعسكرات الألمانية والذي قدّروه سلفًا بنحو 3,000,000 فرد وذلك في ظل الإجرائات التي اتبعتها القوات الألمانية من الاستيلاء على الموارد الغذائية مما أدى لانتشار المجاعات التي أودت بدورها بحياة ما يقرُب من 4,100,000 فرد أو حوالي 6% من إجمالي القتلى خلال الحرب العالمية الثانية.
| القتلى المدنيين السوفيت (1941–45)          | القتلى المدنيين السوفيت (1941–45) |
| ------------------------------------------ | --------------------------------- |
| ضحايا أعمال العنف المباشرة                 | 7,420,379                         |
| ضحايا العمالة الجبرية في ألمانيا           | 2,164,313                         |
| ضحايا المجاعات والأمراض في المناطق المحتلة | 4,100,000                         |
| الإجمالي                                   | 13,684,692                        |

كما تُشير التقارير السوفيتية إلى أعداد القتلى في الغولاغ والذي بلغ 621,637 فرد خلال الفترة ما بين عامي 1941 و1945 بينما أصدرت الأكاديمية الروسية للعلوم تقريرًا منسوبًا إلى ف. ن. زيمسكوف أصدره عام 1995 ويشير فيه إلى أن أعداد القتلى في الغولاغ يُقدر بنحو 1,000,000 وتعود هذه النسبة المرتفعة من القتلى إلى الظروف الصعبة التي مرّت بها معسكرات الغولاغ.

### إجمالي الخسائر السكانية
أصدرت الأكاديمية الروسية للعلوم تقريرًا عام 1993 حول الخسائر السكانية للاتحاد السوفيتي أثناء الحرب والتي جاء تقديرها بنحو 26,600,000 نسمة وهو نفس التقييم الرسمي للحكومة الروسية لإجمالي الخسائر السكانية التي عاناها الاتحاد السوفيتي، وإن كان هذا التقييم مجرّد افتراض ديموغرافي للحد الأقصى للقتلى وليس حصرًا فعليًا لأعداد القتلى، حيث كانت زيادة التعداد السكاني للاتحاد السوفيتي بعد انتزاعه لدول البلطيق خلال الفترة ما بين 1939 وحتى 1945 كذلك الخسائر السكانية بسبب الهجرة الداخلية أثناء وبعد الحرب من أسباب تضارب الإحصائيات حول إجمالي الخسائر السكانية علاوة على تضمين ضحايا السياسات القمعية السوفيتية والقتلى من المدنيين السوفيت العاملين في صفوف القوات الألمانية، وإن أشارت المعلومات الديموغرافية المؤكدة لسقوط 26,600,000 قتيل مدني أثناء الحرب علاوة على 16,100,000 أخرين لقوا حتفهم لأسباب طبيعية في أوقات السلام، الأمر الذي يرتفع بإجمالي عدد الضحايا إلى 42,700,000 قتيل، ومع ذلك لايزال التعداد الفعلي للقتلى بسبب الحرب غير معروفًا بالتحديد خاصة أنه هناك من توفي وفاة طبيعية أو لسبب مبشار أو غير مباشر يتعلّق بالحرب ضمن هؤلاء المتوفيين لأسباب طبيعية.
| إجمالي الخسائر الديموغرافية السوفيتية (1941–45)                                       | إجمالي الخسائر الديموغرافية السوفيتية (1941–45) |
| ------------------------------------------------------------------------------------- | ----------------------------------------------- |
| التعداد السكاني في يونيو 1941                                                         | 196,700,000                                     |
| التعداد السكاني بنهاية عام 1945                                                       | 170,500,000                                     |
| مواليد قبل يونيو 1941 وبقوا على قيد الحياة بنهاية 1945                                | 159,500,000                                     |
| إجمالي الخسائر السكانية في مواليد ما قبل الحرب                                        | 37,200,000                                      |
| زيادة في وفيات الرضّع أثناء فترة الحرب                                                 | 1,300,000                                       |
| الحد الأدنى للوفيات الطبيعية عام 1940 (غير متضمنًا وفيات الرضّع المُقدّرة بنحو 4,200,000) | 11,900,000                                      |
| إجمالي الخسائر السكانية (زيادة عن معدلات ما قبل الحرب)                                | 26,600,000                                      |

إجمالي الوفيات بحسب الجنس والمرحلة العمرية
| المرحلة العمرية      | ذكور (مليون) | قتلى الحرب (مليون) | % المرحلة العمرية | إناث (مليون) | قتلى الحرب (مليون) | % المرحلة العمرية | إجمالي السكان (مليون) | قتلى الحرب (مليون) | % المرحلة العمرية |
| -------------------- | ------------ | ------------------ | ----------------- | ------------ | ------------------ | ----------------- | --------------------- | ------------------ | ----------------- |
| 0-14                 | 27.879       | 1.425              | 5.1%              | 27.984       | 1.398              | 5.0%              | 55.863                | 2.823              | 5.1%              |
| 15-19                | 11.092       | 1.064              | 9.6%              | 11.220       | 0.340              | 3.0%              | 22.312                | 1.404              | 6.3%              |
| 20-34                | 24.948       | 9.005              | 36.1%             | 26.330       | 2.663              | 10.1%             | 51.278                | 11.668             | 22.8%             |
| 35-49                | 18.497       | 6.139              | 33.2%             | 20.236       | 781                | 3.9%              | 38.733                | 6.920              | 17.9%             |
| أكبر من 49           | 11.999       | 2.418              | 20.2%             | 16.976       | 1.380              | 8.1%              | 28.975                | 3.798              | 13.1%             |
| جميع المراحل العمرية | 94.415       | 20.051             | 21.2%             | 102.746      | 6.562              | 6.4%              | 197.161               | 26.613             | 13.5%             |

## الأسباب
عانى الجيش الأحمر من خسائر فادحة في الأعداد والعتاد أثناء الأشهر الأولى من الغزو الألماني خاصة مع تجاهل ستالين لتحذيرات مصادره الإستخباراتية التي تمكنت من جمع معلومات تؤكد تعرّض الاتحاد السوفيتي لهجوم ألماني بحلول ربيع عام 1941، ومع رفض ستالين لرفع حالة التأهب داخل صفوف قواته المسلّحة لم تتمكن قوات حرس الحدود السوفيتية من التصدّي للقوات الألمانية والتي بدورها استفادت من عنصر المفاجأة للانقضاض على الحدود السوفيتية، مما أدى لسقوط أعداد هائلة من الأسرى في أيدي القوات الألمانية والذين راح أغلبهم ضحية المعاملة القاسية من الجانب الألماني تجاه الأسرى، من جانبهم يُرجع المؤرخون العسكريون الأمريكيون ارتفاع عدد الضحايا في صفوف القوات السوفيتية إلى نقص الإمدادت الطبية والأدوية علاوة على التخطيط السوفيتي لإدارة المعارك طوال الحرب والذي جاء على حساب الحياة الإنسانية التي لم تُعرها قيادة الأركان السوفيتية الاهتمام اللازم.
على الجانب الأخر، يُرجع العلماء الروس ارتفاع نسبة الضحايا في سواء في صفوف المدنيين أو القوات السوفيتية إلى المخطط النازي المعروف باسم جنرالبلان أوست (بالألمانية: Generalplan Ost)‏ أو المخطط العام للشرق والتي عاملت الشعب السوفيتي كواحد من الأجناس الدُنيا، (لغة ألمانية: Untermensch)، والذي أُعتبر خطرًا على الشعوب الجرمانية المشكِّلة للجنس البشري السائد ولذا يجدر التخلص منه، كما قامت القوات الألمانية باتباع العديد من السياسات القمعية تمثّلت في مهاجمة واعتقال المدنيين والزج بهم إلى معسكرات العمل وذلك في محاولة للحد من خطر البارتيزان، علاوة على ذلك تدمير البنية التحتية والأراضي الزراعية وكذلك بلدات بأكملها مما خلّف أعدادًا كبيرًا من السكان مشرّدين دون مأكل أو مأوى كذلك استيلاء القوات الألمانية على الموارد الغذائية وتهجير المدنيين السوفيت قصرًا للعمل في المعسكرات الألمانية.

## طالع أيضًا
- الجرائم النازية ضد أسرى الحرب السوفيت
- تاريخ الاتحاد السوفييتي

## الملاحظات
1. ↑  استخدم علماء التأريخ السوفيت والروس مصطلح خسائر لا تُعوّض والتي جاء وصفها في أمر مجلس الدفاع رقم 023 الصادر بتاريخ 4 فبراير 1944 عن مجلس مفوضي الشعب ككل الخسائر الناتجة عن مقتل أو فقدان الأفراد أثناء المعارك كذلك المتوفين كنتيجة مباشرة للحرب دون الانخراط في العمليات العسكرية والمتوفين في أعقاب الحرب نتيجة لإصابات لحقت بهم أثناء المعارك بالإضافة إلى الأسرى والمتوفين بسبب الأمراض.
2. ↑  هذه الإحصائية خاصة فقط بالمناطق السوفيتية الواقعة تحت الاحتلال الألماني والتي قُدّر التعداد السكاني فيها في ذلك الوقت بنحو 70,000,000 نسمة.[18]
3. ↑  الإحصائيات الخاصة بالفترة ما بين عامي 1941 و1945 تشمل كل من سقط من ضحايا داخل الاراضي السوفيتية الواقعة تحت الإحتلال الألماني بحسب الحدود السياسية السوفيتية المُعترف بها بين عامي 1946 و1991 والتي تُمثّل أقصى اتساع للاتحاد السوفيتي،[26] حيث تشمل الضحايا المدنيين داخل الأراضي التي انتزعها الاتحاد السوفيتي فيما بين عامي 1939 و1940 بما في ذلك 600,000 سقطوا داخل دول البلطيق[10] و1,500,000 في شرق بولندا.[27]
4. ↑  لم تتضمن الإحصائيات ما يقرب من 622,000 أسير سوفيتي لم يعودوا أبدًا للاتحاد السوفيتي مع نهاية 1946 بحسب التقرير المنسوب للمؤرخ إي. م. أندرييف أصدرته الأكاديمية الروسية للعلوم عام 1993.[29]
5. ↑  يُضاف إلى إجمالي الضحايا السابقين ما يقرُب من 2,500,000 وحتى 3,200,000 فرد أخرين سقطوا نتيجة المجاعات والأمراض في المناطق الغير مُحتلة نتيجة النقص العام في الموارد الغذائية والأدوية كنتيجة مباشرة للحرب.[31]
6. ↑  تتضمن الإحصائية 2,800,000 طفل ضحية المجاعات والأمراض
7. ↑  يرجع ارتفاع عدد الضحايا من الذكور عن مثيله في الإناث لأسباب عسكرية وخاصة سن التجنيد المُبكّرة في الاتحاد السوفيتي أثناء الحرب والذي وصل لعمر 18 عامًا.
8. ↑  يرجع ارتفاع عدد الضحايا من الذكور عن مثيله في الإناث لأسباب عسكرية، في الوقت الذي تشير فيه معدّلات الخسائر في صفوف الإناث والتي بلغت 2,663,000 إلى مشاركة النساء في الحرب خاصة في صفوف البارتيزان وتعرّضهم للقمع من جانب القوات النازية.
9. ↑  يرجع ارتفاع عدد الضحايا من الذكور عن مثيله في الإناث لأسباب عسكرية.
10. ↑  يرجع ارتفاع عدد الضحايا من الذكور عن مثيله في الإناث لأسباب عسكرية، حيث شارك الذكور من المراحل العُمرية المتقدمة في المعارك وخاصة في صفوف البارتيزان.
11. ↑  يرجع ارتفاع عدد الضحايا من الذكور عن مثيله في الإناث لأسباب عسكرية سواء بسبب المشاركة في صفوف القوات النظامية أو قوات البارتيزان، ومن ثمّ يتضح جليّا ارتفاع نسبة الخسائر السكانية السوفيتة كان لأحد سببين؛ إما القتل على أيدي القوات النازية أو الوفاة بسبب المجاعات والأمراض كنتيجة مباشرة لنقص الموارد أثناء الحرب.